# Jacques Kluger
Jacob "Jacques" Kluger (Antwerpen, 23 januari 1912 - Brussel, 26 maart 1963) was een Belgische muziekmanager van joodse origine en tevens de grootste muziekuitgever in België in de jaren 50. Hij was de zoon van Maurice Kluger, diamantbewerker, geboren in Krakau, en Rosa Steger, geboren in Antwerpen.

## Levensloop
In de jaren 1930 was Kluger een actief promotor van de jazz in België. Hij speelde zelf geen instrument maar hij richtte wel de jazz-band 'The Collegians' op waarmee hij in 1933 de eerste internationale jazzwedstrijd in België won. Die was georganiseerd door Felix Faecq, met wie Kluger zou blijven samenwerken. Kluger verzorgde als eerste in België een Vlaams  jazzprogramma op de Belgische nationale radio-omroep NIR. Bij de vele jazz-optredens die hij in Antwerpen en Brussel organiseerde, slaagde hij er in om gerenommeerde jazzartiesten zoals Louis Armstrong, Duke Ellington en Cab Calloway voor de eerste keer naar België te halen. Jacques Kluger leidde ook zijn eigen bands waaronder "Jacques Kluger and his Pintonians" in 1937 en "Jack Kluger and his Swing Orchestra" in 1939. Hij verengelste zijn naam nadien en nam op als "Jay Clever and his orchestra".
Op de vlucht voor de Nazi's verblijft de familie Kluger tijdens de Tweede Wereldoorlog lange tijd in Zwitserland. Na de oorlog werd Jacques zakenpartner van muziekuitgever, platenproducent en manager Felix Faecq. Ze openden een nachtclub in Brussel, de Victory Club, stichtten speciaal voor de GI's het platenlabel Victory Records met als hoofdvedetten Henri Salvador en Ray Ventura en richtten de platenmaatschappij International Music Company op. In 1947 ontdekte Kluger de Vlaamse zanger-entertainer Bobbejaan Schoepen. Kluger overtuigde hem om voortaan in het Nederlands te zingen en produceerde zijn eerste grote hit De jodelende fluiter. Dankzij Kluger's uitgebreide netwerk van connecties kon Schoepen tijdens een Amerikaanse tournee in 1953 als eerste niet-Europese muzikant het nummer drie keer spelen in het countrymuziekprogramma 'Grand Ole Opry' in Nashville en kon hij in 1957 optreden in The Ed Sullivan Show. Later zou Jacques Kluger ook nog de naam Bobbejaanland bedenken voor het domein dat Schoepen in 1959 kocht.
Jacques Kluger ontdekte en lanceerde nog andere jonge Vlaamse talenten zoals Bob Benny, La Esterella, Jean Walter en Will Ferdy. Kluger zorgde er ook voor dat Louis Neefs onder de aandacht kwam van de platenmaatschappijen. International Music Company werd later opgevolgd door de muziekuitgeverij World Music Publishing Group, die onder meer liedjes van Jacques Brel uitgaf. In 1958 werd Victory Records opgevolgd door het label Palette Records, dat opnamen van o.a. Will Tura ("Zo eenzaam zonder jou") en The Cousins ("Kili Watch") uitbracht.
Na zijn dood als gevolg van de neurologische ziekte Ziekte van Charcot nam zijn zoon Roland de leiding over van World Music en Palette Records. Roland richtte in 1970 een eigen uitgeverij en platenlabel op, RKM (Roland Kluger Music) dat o.m. Plastic Bertrand (Ça plane pour moi), Telex en Two Man Sound uitbracht. Een andere zoon, Jean, werd ook manager en uitgever en leidde de platenlabels Topkapi en Biram waarvoor onder anderen Marva, Johan Verminnen en John Terra opnamen. Hij is de huidige manager en uitgever van onder andere Will Tura, Johan Verminnen, John Terra en The Gibson Brothers.
Aflevering 3 van seizoen 7 van Belpop (Canvas) is gewijd aan de familie Kluger.